# Ernest Goffin
Ernest Emile Charles Goffin (Brussel, 10 februari 1850 - Sint-Joost-ten-Node, 24 december 1918) was een Belgisch volksvertegenwoordiger.

## Levensloop
Op 14 november 1911 werd Goffin katholiek volksvertegenwoordiger voor het arrondissement Brussel, in opvolging van de overleden Julien Van der Linden.
De volgende dag werd hij al opgevolgd door Jean de Jonghe d'Ardoye